# سلفستر الثاني

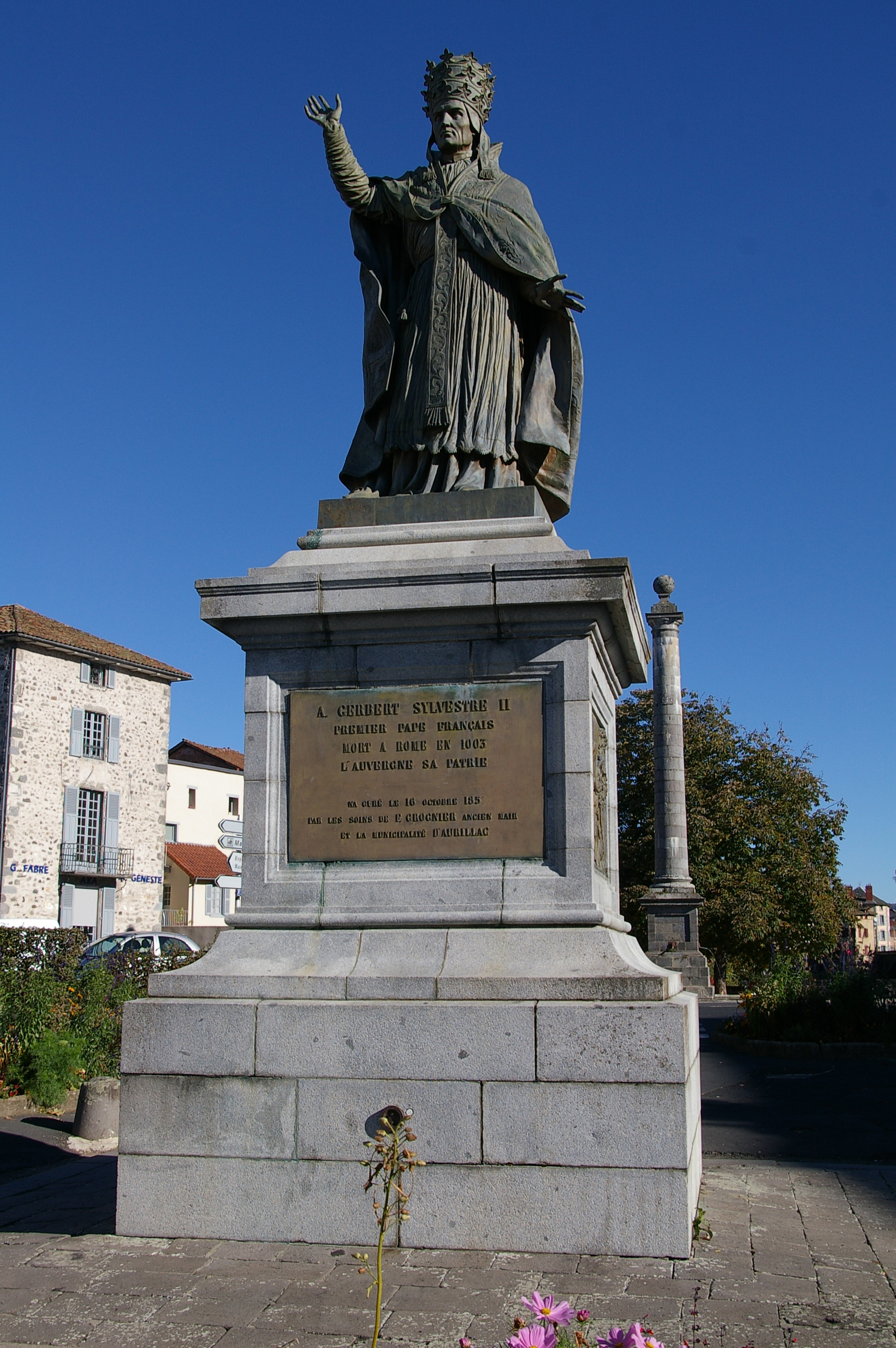
تمثال البابا سيلڤستر الثاني في أورياك، أوڤرن، فرنسا.

البابا سلفستر الثاني (ح. 946-12 مايو، 1003) واسمه جربير هو بابا فرنسي. وهو البابا الوحيد الذي تعلم العربية وأتقن العلوم عند العرب. وقد أعتبر بعض المؤرخين أن الإستشراق يعود إلى الراهب الفرنسي «جريردوي أورالياك» الذي قصد بلاد الأندلس الإسلامية وتتلمذ على أساتذتها في أشبيلية وقرطبة، حتى أصبح أوسع علماء عصره الأوربيين إطلاعاً، وقد تقلد فيما بعد منصب البابوية في روما باسم سلفستر الثاني (999-1003م) وقد زار واطلع على معارف العديد من مناطق دول العالم العربي والإسلامي القديم كجامعة القرويين بمدينة فاس المغربية. وإليه يرجع فضل إدخال المعارف العربية مثل الحساب، الرياضيات، والفلك إلى أوروبا، كما أعاد إدخال العداد واسطرلاب كري والتي كانت قد فقدتها أوروبا منذ نهاية العهد اليوناني-الروماني.
كان أول بابا فرنسي (انظر القائمة)، وظل على كرسي القاصد الرسولي من سنة 999 حتى وفاته. وبسبب ارتباطه بالعلم والثقافة في العالم العربي، كانت هناك العديد من الشائعات والأساطير في أوروبا عن كون سيلڤستر الثاني ساحراً متحالفاً مع الشيطان. كما كان هناك تخمينات بأنه ينحدر من أصول يهودية سفاردية.

## أعماله وتعاليمه

### كتاباته
من آثاره «مؤلفات جربير في الرياضيات».

### العداد والأرقام الهندية-العربية

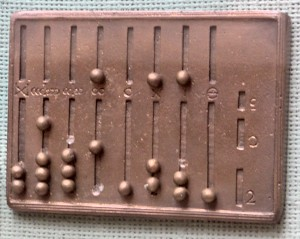
عداد روماني قديم، معاد بناؤه.

### الأسطرلاب الكري وأنبوب الرصد

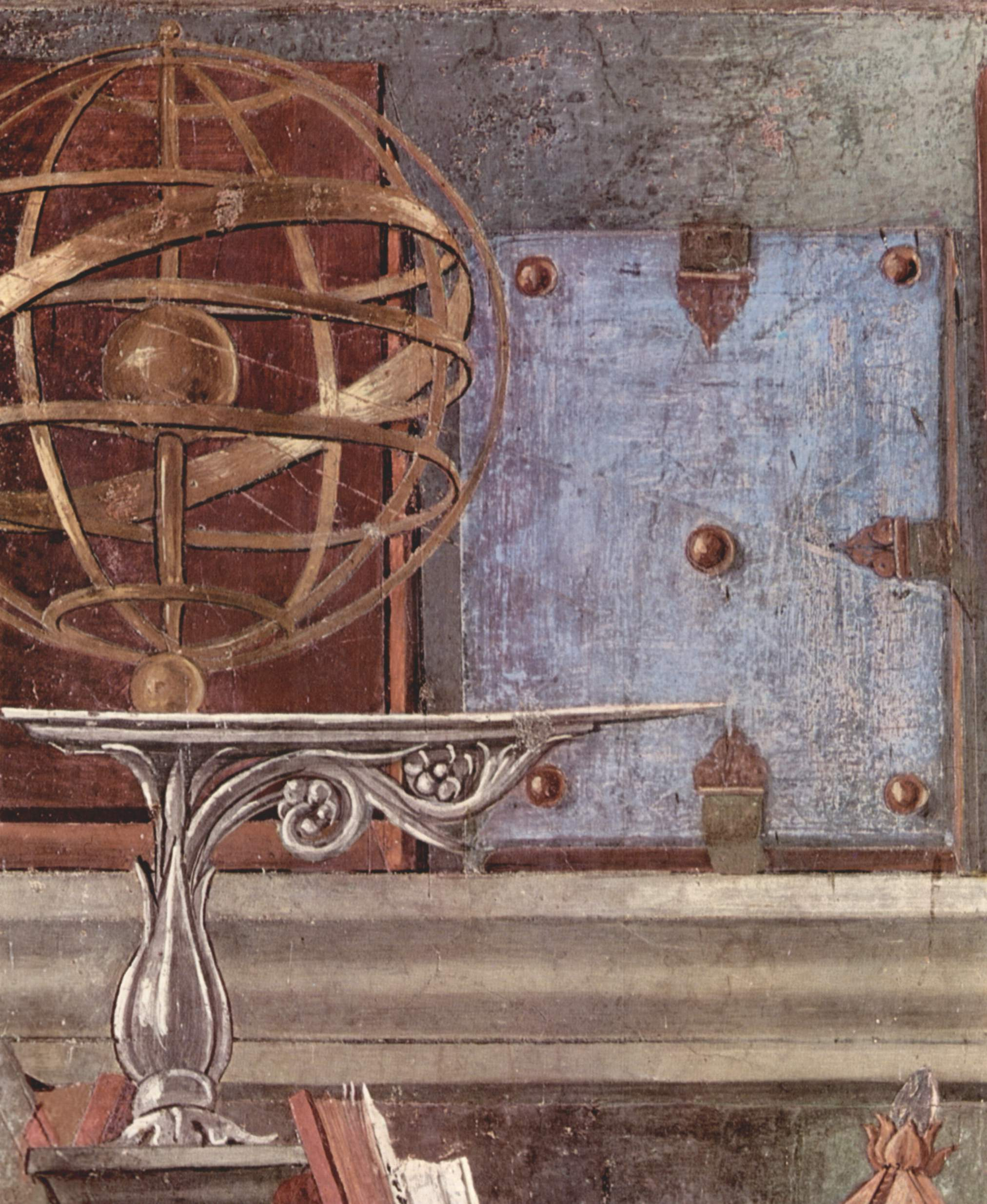
الأسطرلاب الكري في رسم بريشة ساندرو بوتيتشلي، ح. 1480.

## گبرت في الأساطير

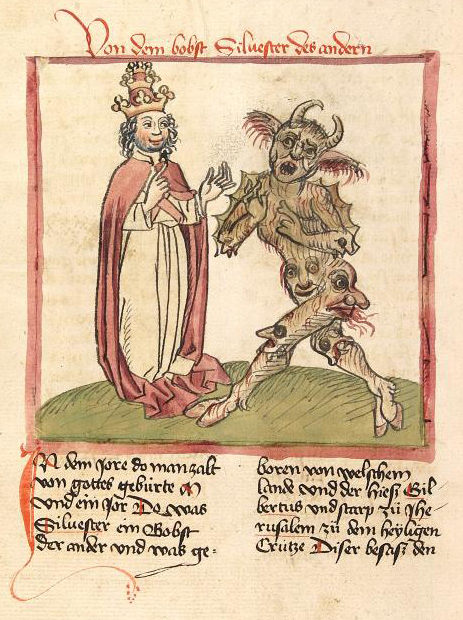
البابا سيلڤستر الثاني والشيطان في رسم من ح. 1460.

## الببليوغرافيا

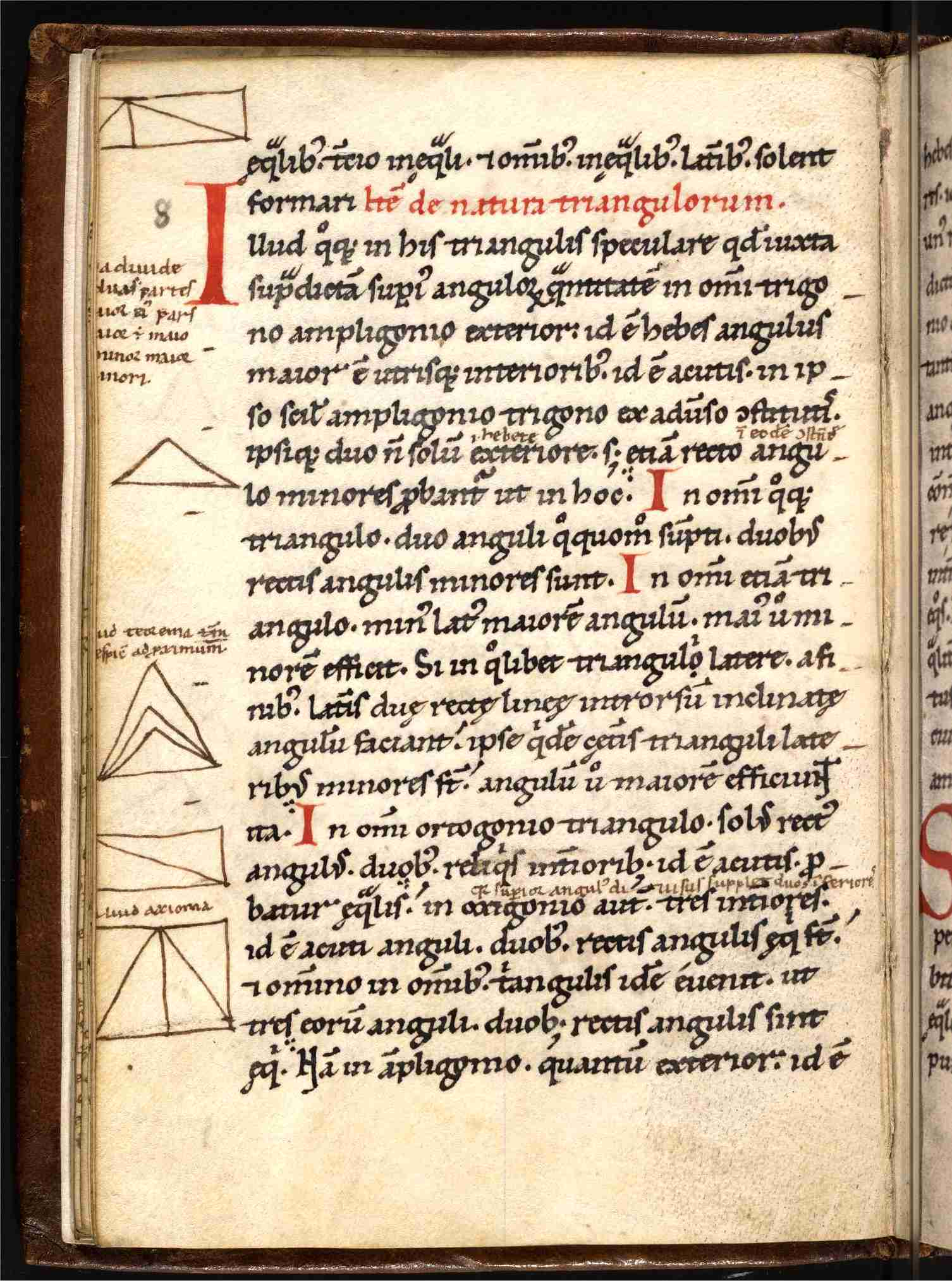
نسخة من القرن 15 من De geometria.

كتابات گبرت طُبعت في عدد 139 في پترولوگيا لاتينا. نوه دارلينگتون أن حفظ گبرت لرسائله قد يكون جهد منه لتجميعها في كتاب عن الرياضيات والفلك لم يكن ذو توجه بحثي؛ كانت النصوص توجيهات تعليمية أساسية لطلابه.
- الكتابات الرياضية
  - Libellus de numerorum divisione[7]
  - De geometria[7]
  - Regula de abaco computi[7]
  - Liber abaci[7]
  - Libellus de rationali et ratione uti[7]
- الكتابات الكنسية
  - Sermo de informatione episcoporum
  - De corpore et sanguine Domini
  - Selecta e concil. Basol., Remens., Masom., etc.
- الرسائل
  - Epistolae ante summum pontificatum scriptae 
    - 218 letters, including letters to the emperor, the pope, and various bishops

  - Epistolae et decreta pontificia
    - 15 letters to various bishops, including Arnulf, and abbots
    - one dubious letter to Otto III.
    - خمس قصائد قصار
- غيرها
  - Acta concilii Remensis ad S. Basolum
  - Leonis legati epistola ad Hugonem et Robertum reges

## وصلات خارجية
- Catholic Encyclopedia
- Betty Mayfield, "Gerbert d'Aurillac and the March of Spain: A Convergence of Cultures"
- Gerbert of Aurillac (ca. 955-1003), lecture by Lynn H. Nelson.

| ألقاب مسيحيَّة كاثوليكيَّة | ألقاب مسيحيَّة كاثوليكيَّة    | ألقاب مسيحيَّة كاثوليكيَّة |
| ---------------------- | ------------------------- | ---------------------- |
| سبقه أرنولف            | كبير أساقفة ريمز 991-999  | تبعه أرنولف            |
| سبقه گريگوري الخامس    | بابوية كاثوليكية 999-1003 | تبعه يوحنا السابع عشر  |